# Gramincola
Gramincola is een monotypisch geslacht van schimmels. Het geslacht is nog niet met zekerheid in een familie ingedeeld (Incertae sedis). Het bevat slechts een soort, namelijk Gramincola gracilis.